# 胡志明市有线电视中心
胡志明市有线电视中心（又名：Truyền hình cáp HTVC）成立于2003年7月1日，是胡志明市电视台的子公司HTV-TMS媒体技术服务有限公司的子公司，在该地区提供付费电视服务。